# Département Hérault
Das Département de l'Hérault [eˈʀo] (okz.: Erau eˈʀau) ist das französische Département mit der Ordnungsnummer 34. Es liegt im Süden des Landes in der Region Okzitanien und wurde nach dem Fluss Hérault benannt. Die Hauptstadt ist Montpellier.

## Geographie
Das Département Hérault erstreckt sich vom Zentralmassiv im Norden bis zum Mittelmeer im Süden, das dort eine 87 Kilometer lange Küstenlinie bildet. Im Nordosten trennt der Fluss Vidourle die Départements Hérault und Gard. Der Fluss Hérault durchfließt das Département von Norden kommend (Ganges) bis zur Mündung in das Mittelmeer bei Agde. Der zweite große Fluss ist der Orb. Der Canal du Midi nimmt hier seinen östlichen Anfang.

## Geschichte
Das Département wurde am 4. März 1790 aus einem Teil der Provinz Languedoc gebildet.
Es gehörte von 1960 bis 2015 der Region Languedoc-Roussillon an, die 2016, nach der Verwaltungsreform, in der Region Okzitanien aufging.

## Wappen
Beschreibung: In Silber ein roter Zirkel mit goldenem Tolosanerkreuz.

## Bedeutende Orte
- Montpellier
- Béziers
- Sète
- Agde
- Pézenas
- Lodève
- Frontignan

## Verwaltungsgliederung
| Arrondissement      | Kantone | Gemeinden | Einwohner 1. Januar 2022 | Fläche km² | Dichte Einw./km² | Code INSEE |
| ------------------- | ------- | --------- | ------------------------ | ---------- | ---------------- | ---------- |
| Béziers             | 9       | 152       | 325.400                  | 3.091,23   | 105              | 341        |
| Lodève              | 5       | 122       | 147.749                  | 2.004,99   | 74               | 342        |
| Montpellier         | 16      | 67        | 744.182                  | 1.004,79   | 741              | 343        |
| Département Hérault | 25      | 341       | 1.217.331                | 6.101,01   | 200              | 34         |

Siehe auch:

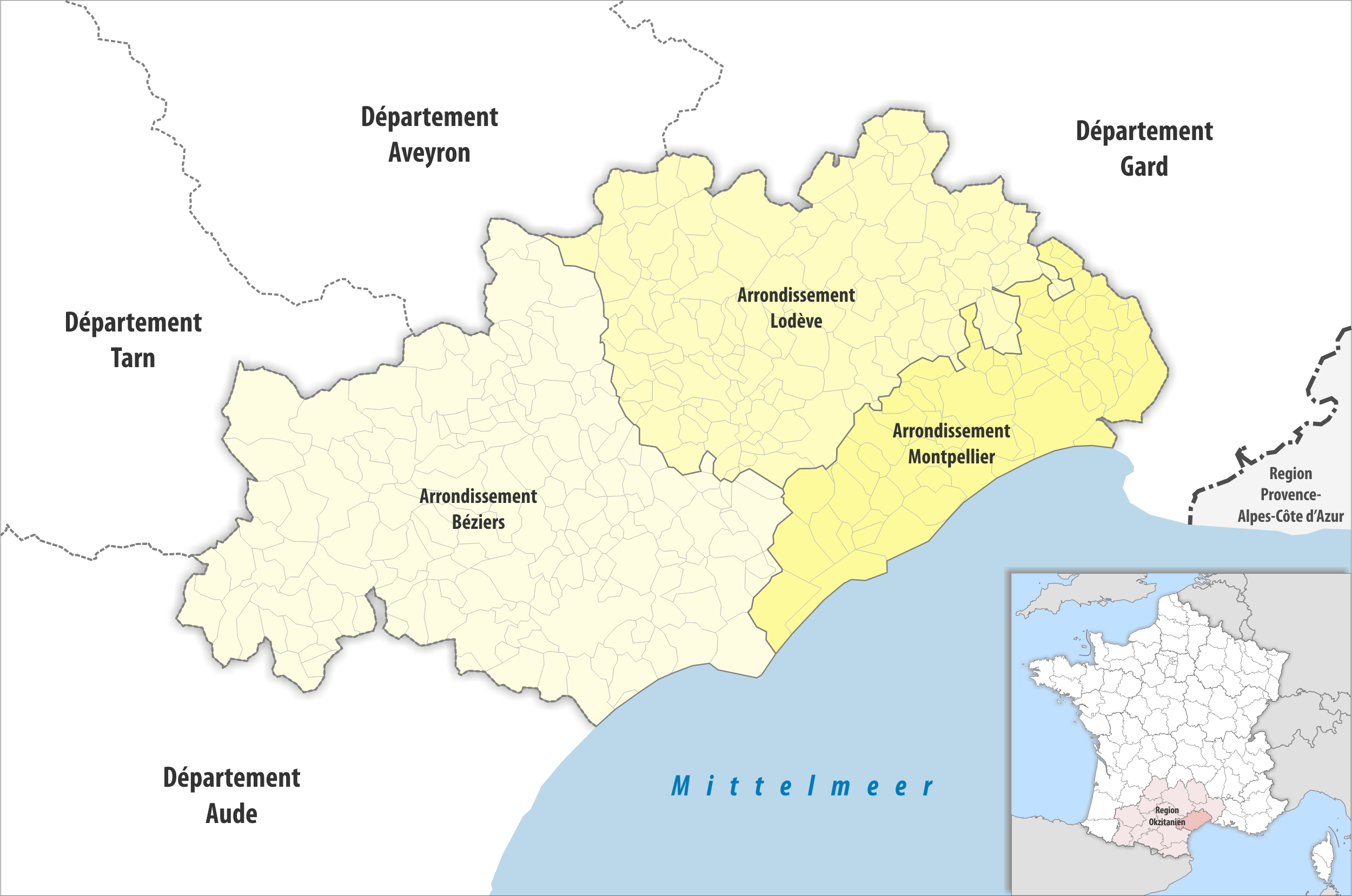
Gemeinden und Arrondissemente im Département Hérault

- Liste der Gemeinden im Département Hérault
- Liste der Kantone im Département Hérault
- Liste der Gemeindeverbände im Département Hérault

## Wirtschaft
Mit Ausnahme des bergigen Nordens, in dem hauptsächlich Schafzucht betrieben wird, wird im Département vor allem Wein angebaut. Hervorzuheben sind die Anbaugebiete Coteaux du Languedoc, Faugères, Saint-Chinian sowie der Muscat de Frontignan. Alle genannten Anbaugebiete besitzen den Status einer Appellation d’Origine Contrôlée (AOC).
An der Küste befinden sich kleine Fischereihäfen sowie die Stadt Sète, erster Fischereihafen und zweiter Handelshafen am Mittelmeer, sowie zahlreiche Touristenstationen, wie La Grande-Motte, Palavas-les-Flots oder Le Cap d’Agde.
Das Département bietet außerdem außergewöhnliche Sehenswürdigkeiten wie den Regionalpark des Haut-Languedoc (6.224 km²), zahlreiche Tropfsteinhöhlen und geschichtsreiche Städte.

## Kultur und Bildungswesen
Die Universität Montpellier ist vor allem für ihre medizinische Fakultät (1221 gegründet) bekannt.

## Sehenswürdigkeiten
Das Département hat 404 erhaltene Dolmen und 202 Menhire.
- Agde: Cathedrale St. Etienne

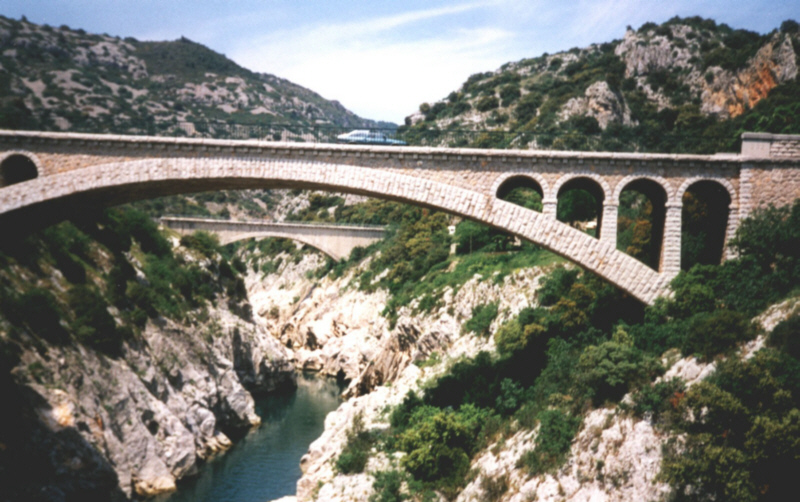
Der Fluss Hérault

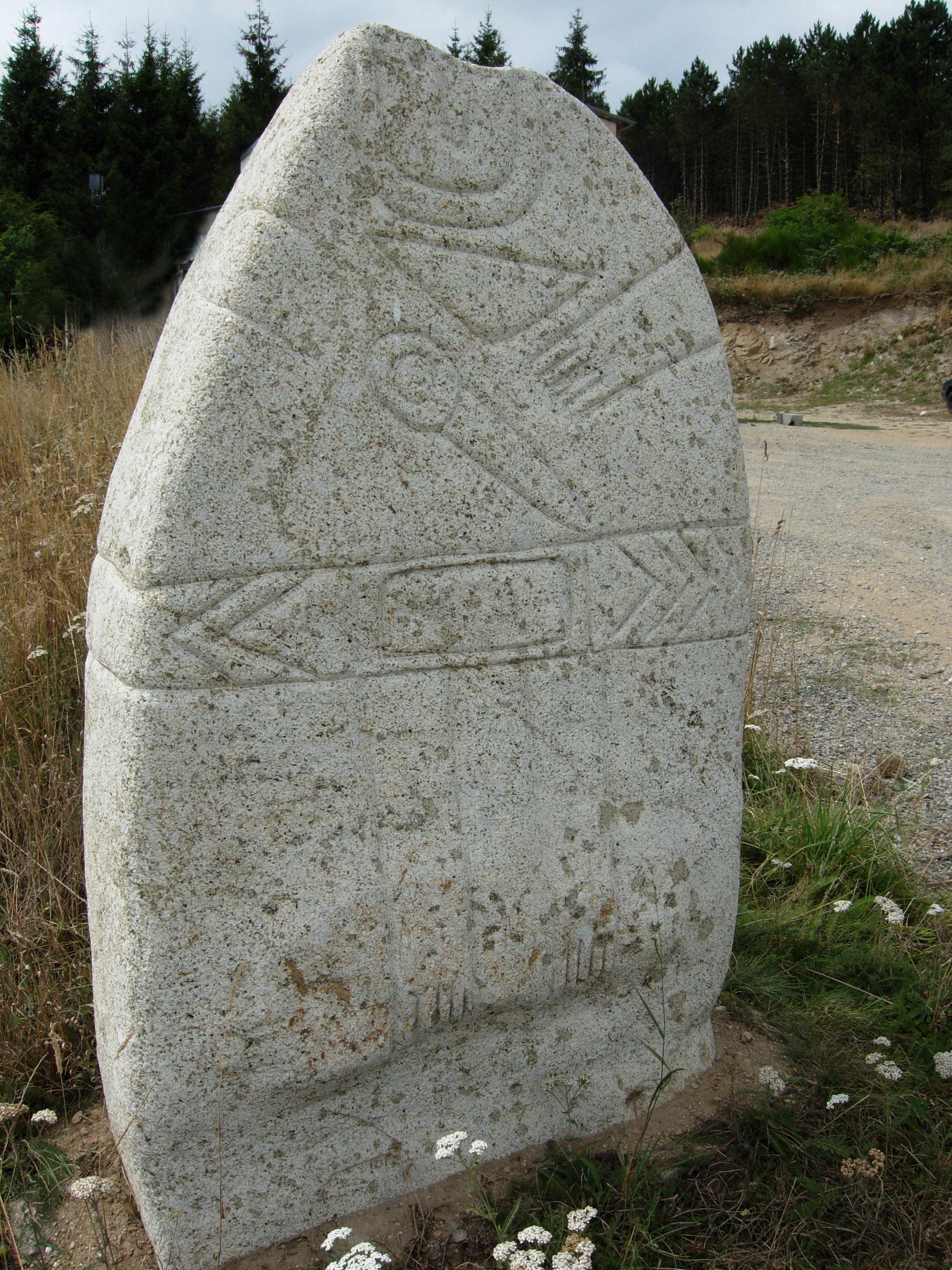
Statuenmenhir von Cambon et Salverguettes

- Les Gorges de l'Hérault: Kalksteinschluchten des Flusses
- Felsformationen: Cirques de Mourèze et de Navacelles
- Die Grotte (Höhlen) de Clamouse und die Grotte des Demoiselles
- Der Canal du Midi
- Balaruc-les-Bains: Thermalquellen
- Béziers: Pont Vieux, Cathedrale St. Nazaire, Les 9 Écluses (Schleusentreppe Fonserannes im Canal du Midi), Blumenmarkt
- Minerve: Katharer-Festung
- Montpellier: Altstadt, Universität, Triumphbogen, Theater
- Roquebrun: mediterraner botanischer Garten
- Saint-Guilhem-le-Désert: Abbaye de Gellone, mittelalterlicher Ortskern
- Sète: Fischereihafen, Wochenmarkt, Festung, das Turnier des Fischerstechens auf den Kanälen der Stadt (im Juli)
- Vendres, Mèze: Bassin de Thau, Muschelzucht

## Klima
Messstation: Sète, am Abhang des Mont Saint-Clair, in 80 Meter Höhe, 350 Meter vom Meer entfernt
| maritime Klimadaten              | J   | F  | M  | A  | M  | J  | J  | A  | S  | O   | N  | D  |
| -------------------------------- | --- | -- | -- | -- | -- | -- | -- | -- | -- | --- | -- | -- |
| mittlere Höchsttemperatur        | 10  | 11 | 14 | 16 | 20 | 24 | 27 | 26 | 23 | 19  | 14 | 11 |
| mittlere Tiefsttemperatur        | 4,5 | 5  | 7  | 9  | 13 | 16 | 19 | 18 | 16 | 13  | 8  | 6  |
| Anzahl sehr sonniger Tage        | 7   | 6  | 7  | 5  | 5  | 7  | 13 | 9  | 8  | 6   | 6  | 6  |
| Anzahl Tage mit bedecktem Himmel | 11  | 9  | 10 | 8  | 8  | 5  | 3  | 4  | 7  | 10  | 10 | 11 |
| Anzahl Regentage                 | 6   | 5  | 6  | 5  | 5  | 4  | 2  | 4  | 4  | 7   | 5  | 6  |
| Regenmenge in mm                 | 72  | 50 | 62 | 43 | 47 | 40 | 20 | 35 | 50 | 110 | 55 | 60 |
| Wassertemperaturen in Küstennähe | 13  | 12 | 12 | 13 | 15 | 17 | 22 | 22 | 22 | 19  | 17 | 15 |

Tage pro Jahr mit
- Regenfällen über 1 mm: 58
- Frost: 10
  - Erster Frost: 22. Dezember
  - Letzter Frost: 14. Februar
- Schnee: 2
- Gewitter: 14
- Hagel: 1

Stand: 1991